# Universität Maha Sarakham
Die Universität Maha Sarakham (thailändisch มหาวิทยาลัยมหาสารคาม, englisch Mahasarakham University, kurz: MSU) ist eine öffentliche Universität in der Provinz Maha Sarakham in der Nordostregion von Thailand. Mit ca. 45.000 Studierenden ist sie die größte Universität des Isan (Nordostthailands).

## Geschichte
Die Gründung der Universität erfolgte 1994 als eine unabhängige öffentliche Universität, nachdem sie 1968 als Pädagogische Hochschule Maha Sarakham gegründet worden und ab 1974 ein Regionalcampus der Srinakharinwirot-Universität in Bangkok gewesen war.

## Lage
Die Universität hat zwei Universitätsgelände. Das eine liegt in der Stadt Maha Sarakham, das andere befindet sich in Tambon Kham Riang, Amphoe Kantharawichai, etwa acht Kilometer abseits der Straße nach Kalasin. Aufgrund der beschränkten Ausbildungsmöglichkeiten in der Region entwickelte sich die Universität sehr schnell, so dass bald kleinere Nebeneinrichtungen geschaffen wurden, zum Beispiel in Udon Thani und Yasothon.

## Fakultäten
- Fakultät für Naturwissenschaften
- Fakultät für Geisteswissenschaft und Sozialkunde
- Fakultät für Pädagogik
- Fakultät für Technologie
- Fakultät für Krankenpflege
- Fakultät für Buchhaltung und Management
- Fakultät für Pharmazie
- Fakultät für Ingenieurwissenschaft
- Fakultät für Stadtentwicklung
- Fakultät für Informatik
- Fakultät für Schöne Künste
- Fakultät für Öffentliche Gesundheitspflege
- Fakultät für Medizin
- Fakultät für Tourismus und Hotelmanagement
- Fakultät für Umwelt- un Ressourcenmanagement
- Fakultät für Politik
- Graduiertenschule